# Majnard
Majnard – germańskie imię męskie, notowane w Polsce od 1308 roku w formach (Mainard), Meinart, Meinard, Meinhart, Meinhard, z możliwymi zdrobnieniami Meinko oraz Menko. Pierwszy człon tego imienia pochodzi od germańskiej ściągniętej formy członu Magin-, Megin-: stwniem. magan, megin – „siła, moc”; śrwniem. magen, mān, main. Drugi człon to hart, hard – „silny, mocny, krzepki, dzielny”.

## Majnardimieninyobchodzi
- 14 sierpnia, jako wspomnienie św. Majnarda, biskupa Łotwy[4]
- 26 września, jako wspomnienie św. Majnarda z Hersfeldu[5].

## Znane osoby noszące imię Majnard
- Majnard z Kwerfurtu (zm. 1299) – krzyżacki mistrz krajowy Prus w latach 1288–1299
- Majnard z Pompozy – włoski benedyktyn i kardynał
- Meinhard II Tyrolski (ok. 1238–1295) – hrabia Gorycji i Tyrolu, książę Karyntii
- Meinhard III Tyrolski (ok. 1344–1363) – książę Górnej Bawarii i hrabia Tyrolu
- Maynard Ferguson – kanadyjski trębacz jazzowy
- Maynard James Keenan – amerykański wokalista metalowy
- John Maynard Keynes – angielski ekonomista, twórca teorii interwencjonizmu państwowego w dziedzinie ekonomii i finansów państwowych
- John Maynard Smith – biolog brytyjski
- Patrick Maynard Stuart Blackett – angielski fizyk, laureat Nagrody Nobla